# 阿瓦尼亚普拉姆
阿瓦尼亚普拉姆（Avaniapuram），是印度泰米尔纳德邦Madurai县的一个城镇。总人口51587（2001年）。

## 人口
该地2001年总人口51587人，其中男性26391人，女性25196人；0—6岁人口5750人，其中男2952人，女2798人；识字率74.52%，其中男性为80.36%，女性为68.40%。